# Suikerzakje

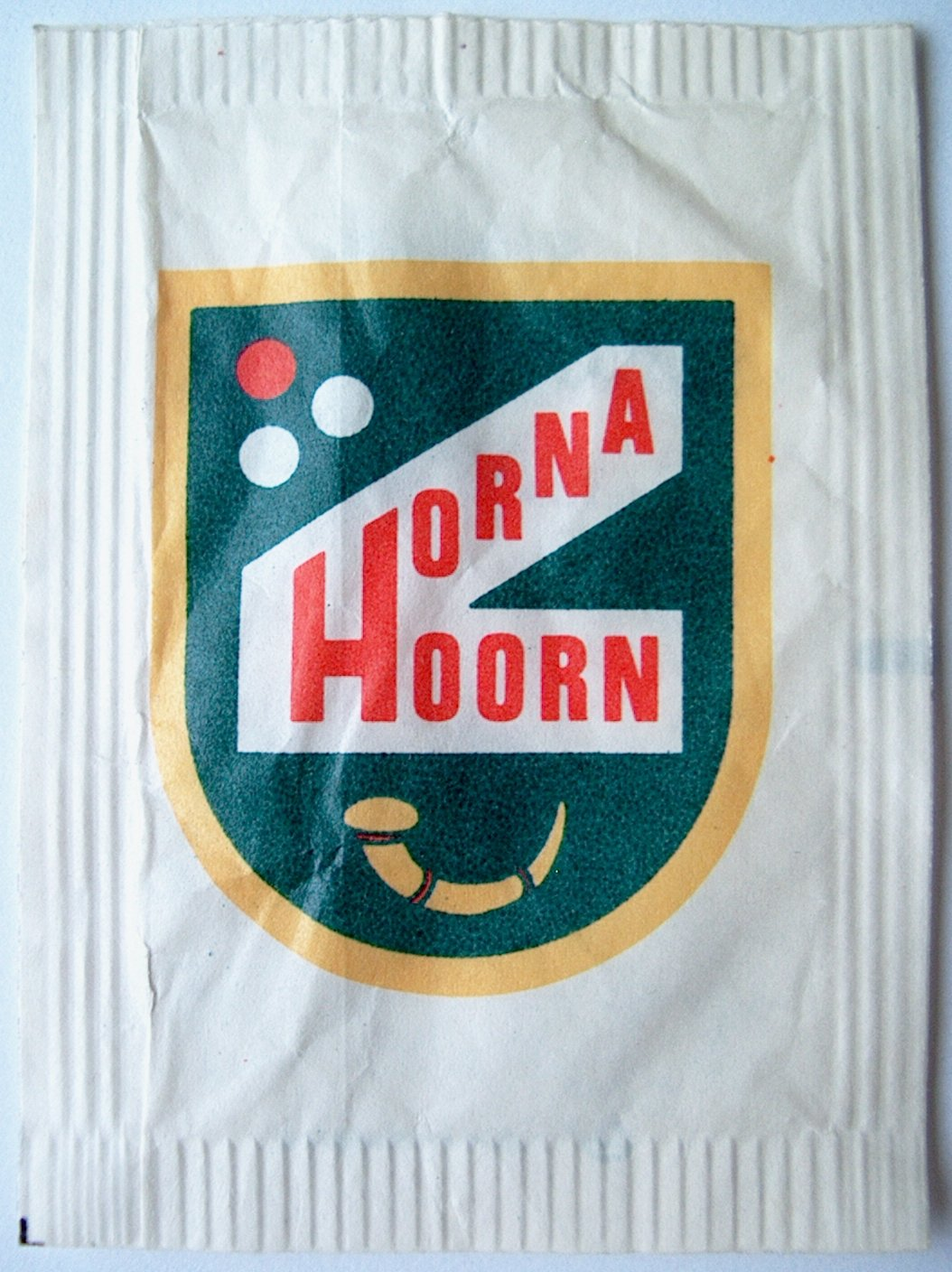
Suikerzakje van biljartvereniging Horna te Hoorn

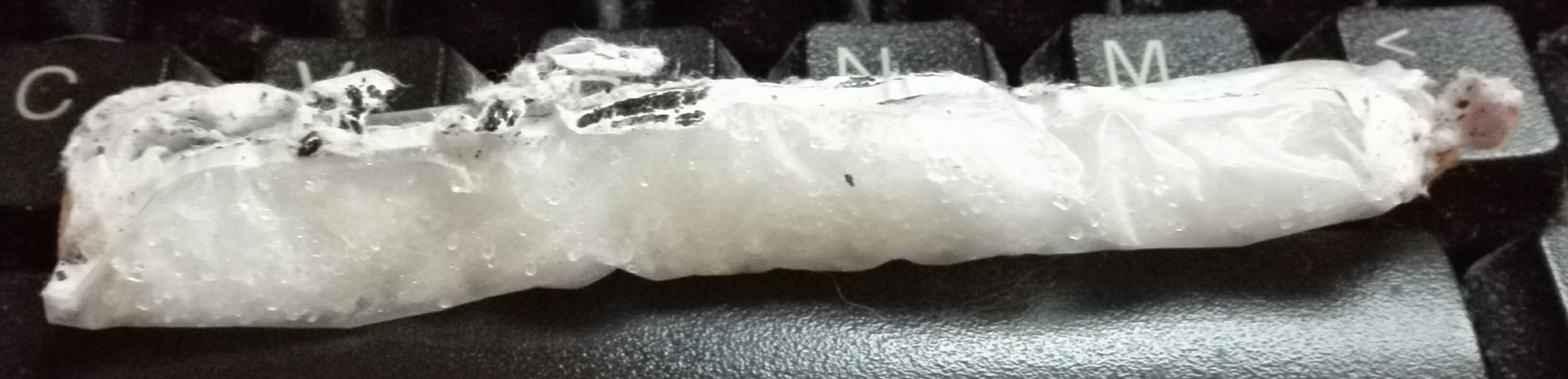
Suikerzakje (sugarstick) dat de wasmachine overleefde. De plastic binnencoating is zichtbaar.

Een suikerzakje is een papieren zakje met enkele grammen suiker dat in de horeca tegelijk met de koffie of thee geserveerd wordt, zodat deze kan worden gezoet.
De vorm van een suikerzakje kan plat of kokervormig zijn. Tegenwoordig komen er steeds meer kokervormige zakjes (de 'sugarsticks' of stickpacks), omdat die minder oppervlakte hebben en dus uit minder papier bestaan. In 2010 is de studentenprijs van de Vilans Innovatieprijs gewonnen door een student die een suikerzakje met uitlopende hals ontworpen heeft, waardoor het scheuren en schenken gemakkelijker wordt.
In Nederland werd het in de loop van de jaren vijftig steeds gewoner dat de horeca en bedrijven een suikerzakje lieten maken, bedrukt met eigen tekst en soms een (meestal getekende) afbeelding. Vanaf omstreeks 1958 tot ver in de jaren zeventig werd het laten vervaardigen van suikerzakjes een must voor ieder bedrijf.
Er werden vele tienduizenden verschillende gemaakt, vooral door de fabrikanten Van Oordt (Rotterdam/Oud-Beijerland), Pluijgers (Arnhem), Puttershoek (Puttershoek) en FG (Groningen). Het verzamelen van suikerzakjes werd een rage. In de jaren zestig waren er in Nederland vele duizenden verzamelaars.
Eind 2000 werd de Club van Suikerzakjesverzamelaars in Nederland opgericht. Er bleek behoefte te bestaan aan een centraal platform voor contact en ruilen. Het aantal leden in Nederland ligt anno 2024 rond de 175. Het produceren van een (digitale) catalogus van Nederlandse suikerzakjes is een van de doelen van de Club. Er zijn intussen ruim 120.000 Nederlandse suikerzakjes en suikerwikkels in de catalogus opgenomen.
In Frankrijk, Italië, Duitsland, Portugal, Groot-Brittannië, Tsjechië en Spanje bestaan soortgelijke glycophilenverenigingen, zoals de Club des Glycophiles Français, de UK Sucrologists Club en Der Zuckersammler-Klub Deutschlands & Freunde.
De wetenschappelijke naam voor het verzamelen van suikerverpakkingen is glycophilie (Grieks: glukus = zoet).